# Nožed
Nožed este o localitate din comuna Izola, Slovenia, cu o populație de 48 de locuitori.